# L.A. Reid
L.A. Reid, vlastním jménem Antonio M. Reid (* 7. června 1956) je americký hudební producent. Narodil se v Cincinnati a svou kariéru zahájil jako bubeník. V osmdesátých letech hrál například v kapele The Deele, de vedle něj působil například zpěvák Babyface. Po rozpadu skupiny tato dvojice založila hudební vydavatelství LaFace Records a začal pracovat jako hudební producent. Spolupracoval s mnoha hudebníky, mezi které patří například Bobby Brown, Paula Abdulová či skupina The Jacksons. V roce 2011 se stal CEO ve vydavatelství Epic Records. Na pozici musel v květnu 2017 rezignovat po obvinění ze sexuálního obtěžování vzneseného několika zaměstnankyněmi Epicu.
Působil také jako jeden z porotců pořadu The X Factor.